# Siedlung Waltersdorf
Die Siedlung Waltersdorf ist bewohnter Gemeindeteil des Ortsteils Waltersdorf der Gemeinde Schönefeld im Landkreis Dahme-Spreewald in Brandenburg.

## Lage
Die Siedlung liegt nordwestlich des Gemeindezentrums. Sie grenzt im Norden an das Land Berlin; westlich liegt der weitere Gemeindeteil Siedlung Hubertus, südwestlich der Gemeindeteil Vorwerk und südlich die Gemeinde Schulzendorf mit der Siedlung Eichberg. Die Siedlung Hubertus wird durch den Apfelweg erschlossen, der nach Südwesten eine Verbindung zur Bundesstraße 179 herstellt. Er führt als Weidenweg nach Schulzendorf. Die Wohnlage liegt im Schutz- und Entschädigungsgebiet des Flughafens Berlin Brandenburg.
Durch die Gemarkung verläuft von Süden kommend in nördlicher Richtung der Triftgraben, ein Meliorationsgraben und rechter Zufluss des Selchower Flutgrabens.

## Wappen

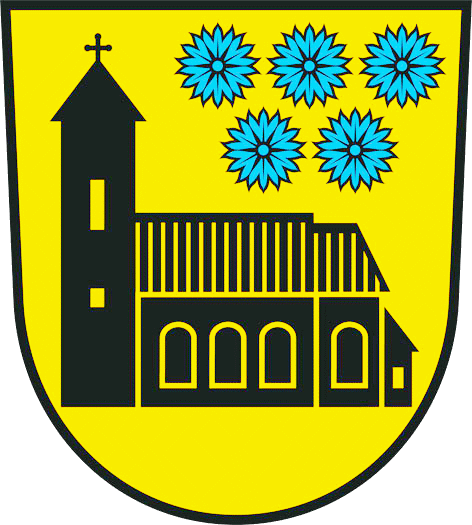
Wappen von Waltersdorf

Der Siedlung führt zwar kein eigenes Wappen, wird aber im Wappen der Gemeinde Waltersdorf durch eine der fünf Kornblumen symbolisiert. Die Gemeinde will damit indirekt auf „die Landwirtschaft als die historische Haupterwerbsquelle der Waltersdorfer“ hinweisen.